# Рудківський район
Рудківський район — колишня адміністративно-територіальна одиниця Дрогобицької області, центром якого було місто Рудки.

## Історія
27 листопада 1939 року Політбюро ЦК КП(б)У обговорило питання про утворення Дрогобицької області, а також її адміністративний склад, зокрема про включення Рудківського повіту.
Однак такий адміністративний поділ проіснував недовго, і вже 10 січня 1940 року було прийнято рішення про утворення Рудківського району.
Втім вже 27 червня 1941 року радянські війська були вимушені залишити Рудківський район.
І лише 25 липня 1944 року знову оволоділи районним центром Рудки, відповідно відновив свою діяльність і Рудківський район. 
У 1962 році Рудківський район припинив своє існування, зараз його північна частина входить до складу Городоцького району, натомість південна, включно з містом Рудки – до складу Самбірського району.

### У рокиII світової війни
Одразу після початку німецької окупації Галичини, 1941 р., в містечках було створено єврейські ради – юденрати, які мали стежити за виконанням розпоряджень німецької влади щодо євреїв. Німецька влада зобов'язала створити об'єднану раду всіх юденратів, яка збиралась декілька разів саме в Рудках. Останнє засідання відбулося 21 грудня 1941. У листопаді 1942 р. 800 рудківських євреїв були вивезені до табору смерті в Белжцю.

## Територія району
До складу району входило ряд сіл, серед них Переможне, Ваньковичі, Шоломиничі, Градівка, Дубаневичі, Чайковичі, Сусолів та ряд інших

## Зміни території та адміністративного поділу району
Протягом 50-х років XX століття спостерігалась тенденція до укрупнення адміністративно-територіальних одиниць. Зокрема у грудні 1956 року було укрупнено деякі сільради Рудківського району.
У 1959 році до Рудківського району був приєднаний Комарнівський район.

## Економіка
У 1946-1949 рр було розвідано Рудківське газове родовище, яке мало не лише республіканське, а й загальносоюзне значення.

## Рудківський райком КП(б)У
Одразу з утвердження радянської влади почалося створення комуністиичних структур, зокрема у січні 1940 року було утворено Рудківський райком КП(б)У, однак у червні 1941 року він призупинив свою діяльність. Відновив її у вересні 1944 року. У жовтні 1952 року перейменований на Рудківский райком КПУ. У грудні 1962 року ліквідований у зв’язку з ліквідацією Рудківського району. Структура Рудківського райкому включила наступні підрозділи: Бюро (загальний відділ), організаційно-інструкторський відділ (з 1949 р. - відділ партійних, профспілкових та комсомольських організацій), сектор партійної статистики, відділ пропаганди й агітації, сільськогосподарський відділ, військовий відділ, відділ по роботі серед жінок, відділ кадрів.

## ДіяльністьНКВДна території району
У листопаді 1944 року начальник райвідділу НКВД Сутягін допустив масові безпідставні арешти, безоблікове слідство, брак обліку арештованих, затримання без оформлення актів, вилучення коштовностей у затриманих без їхнього оприходування, інші зловживання. Замість наведення порядку застрелився. 
9 січня 1945 р. п’яний дільничний міліціонер Левченко ночував в селі Чайковичі у радянського активіста Тимковича і був вбитий за нез’ясованих обставин.  10 січня 1945 р. заступник начальника райвідділу НКВД лейтенант Подувальцев М.Ф. та оперуповноважений райвідділу НКВД Богуш І.П. з опергрупою розстріляли громадянина Тимковича, арештували його дружину й дочку, спалили 9 хат і знищили всі господарства, худобу, хліб. Частину майна привласнили працівники райвідділу НКВД. Матеріали на арешт Подувальцева і Богуша  передали на санкцію народному комісару НКВД УРСР через два місяці, який дав санкцію на їхній арешт ще через три місяці – 30 травня 1945 року.
У квітні 1947 – боєць «винищувального батальйону» при райвідділі НКВД Горожинський в селі Сусолів важко поранив громадянина Сеньківа Г.С. який через два тижні помер у лікарні. Матеріали розслідування на Горожинського передали для санкції в Управління НКВД через чотири місяці, а 2 жовтня 1947 інспекція НКВД дала відповідь: «Факт убийства бывшего полицейского украинской полиции по селу Сусолив Синкив Г.С. бойцом ИБ РО МГБ Горожинским не подтвердился. Убийца не установлен».

## Діяльність ОУН-УПА на території Рудківського району
24 червня 1941 р. у ряді районів Дрогобицької області, в тому числі Рудківському, розпочалися виступи місцевого населення, підготовлені членами ОУН(Б).
5 січня 1945 року розпочався наступ частин НКВД під командуванням начальника УНКДБ генерала Сабурова на Миколаївський і Рудківський райони Дрогобицької області, двотижневі бої загонів УПА «Непереборні» (командир «Малиновий»), «Наддністрянці»
На території Рудківського, а також сусідніх районів діяла теренова сотня УПА-Захід, командиром якої був Микола Старинський-Думний (загинув 12 квітня 1947 року в селі Дорожів Дублянського району).

### Рудківський район в адміністративному поділі ОУН
Адміністративний поділ, що використовувався в ОУН не збігався з офіційно прийнятим в УРСР. Зокрема весною 1945 року Рудківський повіт увійшов  до складу Городоцького (Комарнівського) надрайону Городоцької (Львівської) округи).

## Релігійна діяльність
На території району, попри офіційні заборони нелегально діяли релігійні громади. Втім владі таки вдавалось домогтися формальної відмови від культової діяльності. Зокрема 15 квітня 1962 року було знято з реєстрації громаду євангельських християн-баптистів у селі Переможне.